# Priantes
Els priantes (en llatí priantae) eren un poble de Tràcia de la regió del riu Hebros. Els menciona Plini el Vell (Naturalis Historia, IV 11 s. 18). S'ha conjecturat que podrien ser els tracis que Heròdot diu que vivien a la Βριαντική ("Briantiké").